# Ancistronycha abdominalis
Ancistronycha abdominalis  (лат.) — вид жесткокрылых насекомых из семейства мягкотелок. Распространён в северной, центральной и южной частях европейской России, в Западной Сибири, на Украине, в Литве, Латвии и Эстонии. Обитают в открытых лесистых местностях. Длина тела имаго 11—15 мм.